# Metropolia Bragi
Metropolia Bragi – metropolia Kościoła rzymskokatolickiego w Portugalii. Składa się z metropolitalnej archidiecezji Bragi i ośmiu diecezji. Od 2022 godność metropolity sprawuje abp José Cordeiro. 
W skład metropolii wchodzą:
- Archidiecezja Bragi
- Diecezja Aveiro
- Diecezja Bragança-Miranda
- Diecezja Coimbra
- Diecezja Lamego
- Diecezja Porto
- Diecezja Viana do Castelo
- Diecezja Vila Real
- Diecezja Viseu